# 旋毛虫
旋毛虫（せんもうちゅう）は線形動物門に属し、主に哺乳動物の筋肉組織中に寄生する寄生虫。ヒトに感染すると旋毛虫症を引き起こす。分類学上は旋毛虫属(Trichinella)をあて、Trichinella spiralisほか少なくとも9種が含まれている。

## 形態
成虫は体長2～4 mm（♀）1.4～1.6 mm（♂）、体幅60～70 µm（♀）40～50 µm（♂）と非常に小さい。幼虫は体長約100 µmである。

## 生態
幼虫が骨格筋の細胞中に寄生しており、宿主がこれを捕食すると小腸粘膜中で脱皮して成虫となり交尾産卵する。孵化した幼虫は血流に乗り横紋筋に移動して待機する。宿主体外にでることはなく、すべての宿主が終宿主かつ待機宿主ということになる。
幼虫は筋肉組織中にシストを形成しており、そのため宿主が死んで腐敗しているような状態でもかなり長い期間感染能を維持している。実験条件では常温で3ヶ月放置した遺骸においても感染能があった。種にもよるが凍結状態でも長期間感染能が維持される。

## 分布
世界中の家畜や野生動物など150種以上の幅広い宿主で知られている。
日本に分布している旋毛虫は、T. nativaと、種としては未記載の遺伝子型T9である。

## 分類
古典的には線形動物門双器綱エノプルス目旋毛虫科に位置づけ、Trichinella spiralisの1種のみを置いていた。分子系統を反映させた分類体系はいまだ確立しておらず、分類表にあげたものは一例である。ヒトに寄生するものでは鞭虫が比較的近縁である。
旋毛虫属の内部の系統関係は、まず筋肉組織中の幼虫が被嚢するものとしないものとで大きく2分され、前者に少なくとも6種、後者に3種が含まれている。それ以外に種としては未記載の4つの遺伝子型（T6、T8、T9、T13）が知られている。それぞれの種の分布などは以下の通りである。
- 被嚢する
  - Trichinella britovi Pozio et al., 1992
ヨーロッパから中央アジア、北アフリカまで分布している。食肉目の野生動物に多いが、イノシシにも見出されている。アフリカ南部に分布する遺伝子型T8はこの種に近縁で、実験的に交雑が可能。
  - Trichinella murrelli Pozio et La Rosa, 2000
北アメリカ大陸の温帯に分布し、食肉目の野生動物に見出される。日本に分布する遺伝子型T9はこの種に近縁である。
  - Trichinella nativa Britov et Boev, 1972
全北区の寒帯亜寒帯に分布している。食肉目の野生動物から多く見出されており、とくにアカギツネやタヌキが分布拡大に寄与していると考えられている。冷凍に強い。北アメリカ大陸の寒帯に分布する遺伝子型T6はこの種に近縁で、雑種の存在も知られている。
  - Trichinella nelsoni Britov et Boev, 1972
アフリカ東部に分布し、食肉目の野生動物に見出される。
  - Trichinella patagoniensis Krivokapich et al., 2012
南アメリカ大陸に分布し、食肉目の野生動物に見出される。これまでにヒト感染例は知られていない。
  - Trichinella spiralis (Owen, 1835) Railliet, 1895
東アジアから東南アジアにかけて多いが、ブタによく適応しており、養豚の拡大に伴って世界各地に分布している。
- 被嚢しない
  - Trichinella papuae Pozio et al., 1999
東南アジアからオセアニアにかけて分布している。哺乳類だけでなく爬虫類にも寄生している。
  - Trichinella pseudospiralis Garkavi, 1972 
世界各地に分布している。哺乳類だけでなく鳥類にも寄生している。
  - Trichinella zimbabwensis Pozio et al., 2002
アフリカ大陸に分布し、爬虫類から見出されることが多い。実験感染では霊長類を含む幅広い哺乳類に感染する。

## 歴史
1835年、後にページェット病などに名を残す病理学者ジェイムズ・パジェットがまだ医学生のとき、肺結核で死亡したイタリア人の筋肉組織から偶然発見したのが最初である。この虫はリチャード・オーウェンによってTrichina spiralisと記載命名された。ただしTrichinaという属名はセダカバエ科の昆虫にすでに使われていたため、1895年にTrichinella spiralisと改名された。
ヒトへの感染源として生の豚肉が注目され、長らくブタとラットによる感染環にばかり注目されていた。しかし1950年代になって旋毛虫が北極圏の食肉目動物によく見られること、1960年代には東アフリカの野生動物で感染環が成立していること、由来となった宿主動物によって旋毛虫の実験動物に対する感染性や病原性に差があることなどが示された。1972年になると株間で生殖隔離があることが示され、約140年ぶりに新種が記載された。しかし、旋毛虫属に複数の種があるということが受け入れられるには時間がかかり、1992年になって提唱されたアイソザイム分析による分類体系がようやく広く認められた。